# Металлическая зубчатая пластина

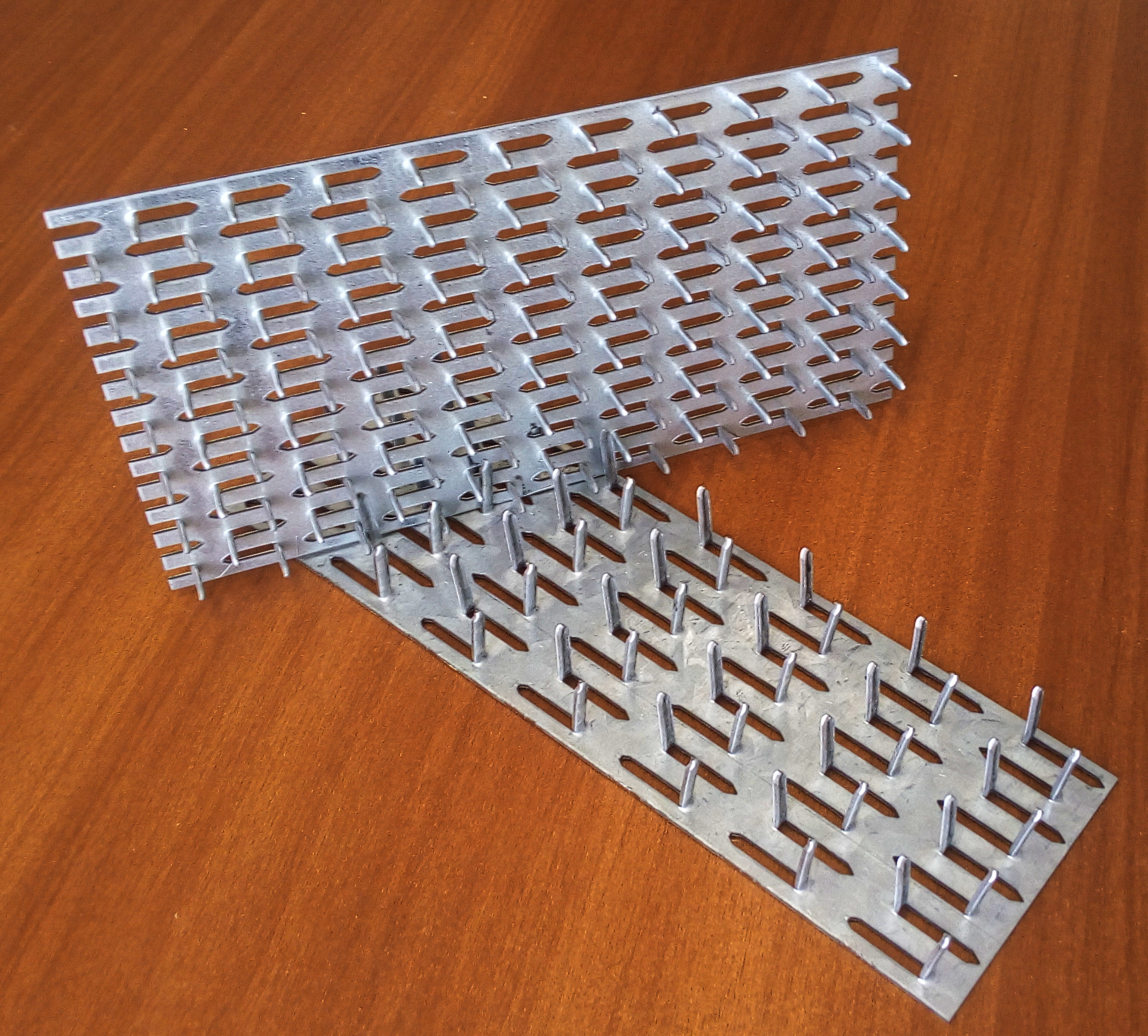
Металлические зубчатые пластины

Металлическая зубчатая пластина (металлозубчатая пластина, гвоздевая пластина, МЗП) — крепежный элемент, предназначенный для соединения деталей деревянных конструкций и производства деревянных дощатых ферм с соединением в узлах на металлических зубчатых пластинах.

## История
Первым разработал металлическую зубчатую пластину Артур Кэрролл Сэнфорд (Arthur Carroll Sanford, патент 1954 года). Эта пластина требовала дополнительного крепления.
В 1955 году Джон Калвин Джурей (John Calvin Jureit) запатентовал новую конструкцию металлической зубчатой пластины, не требующую дополнительного крепления. Пластина была названа Gang-Nail plate и стала широко применяться под торговой маркой «Gang-Nail» (ныне «MiTek»).
В СССР разработкой металлических зубчатых пластин занимались такие институты, как ЦНИИСК им. В. А. Кучеренко, ВИИдрев, Марийский политехнический институт им. А. М. Горького, Горьковский инженерно-строительный институт им. В. П. Чкалова. Результатом их работы явились «Рекомендации по проектированию и изготовлению дощатых конструкций с соединениями на металлических зубчатых пластинах» от 1982 года, впоследствии использовавшиеся при составлении СНиП и СП «Деревянные конструкции».

## Назначение

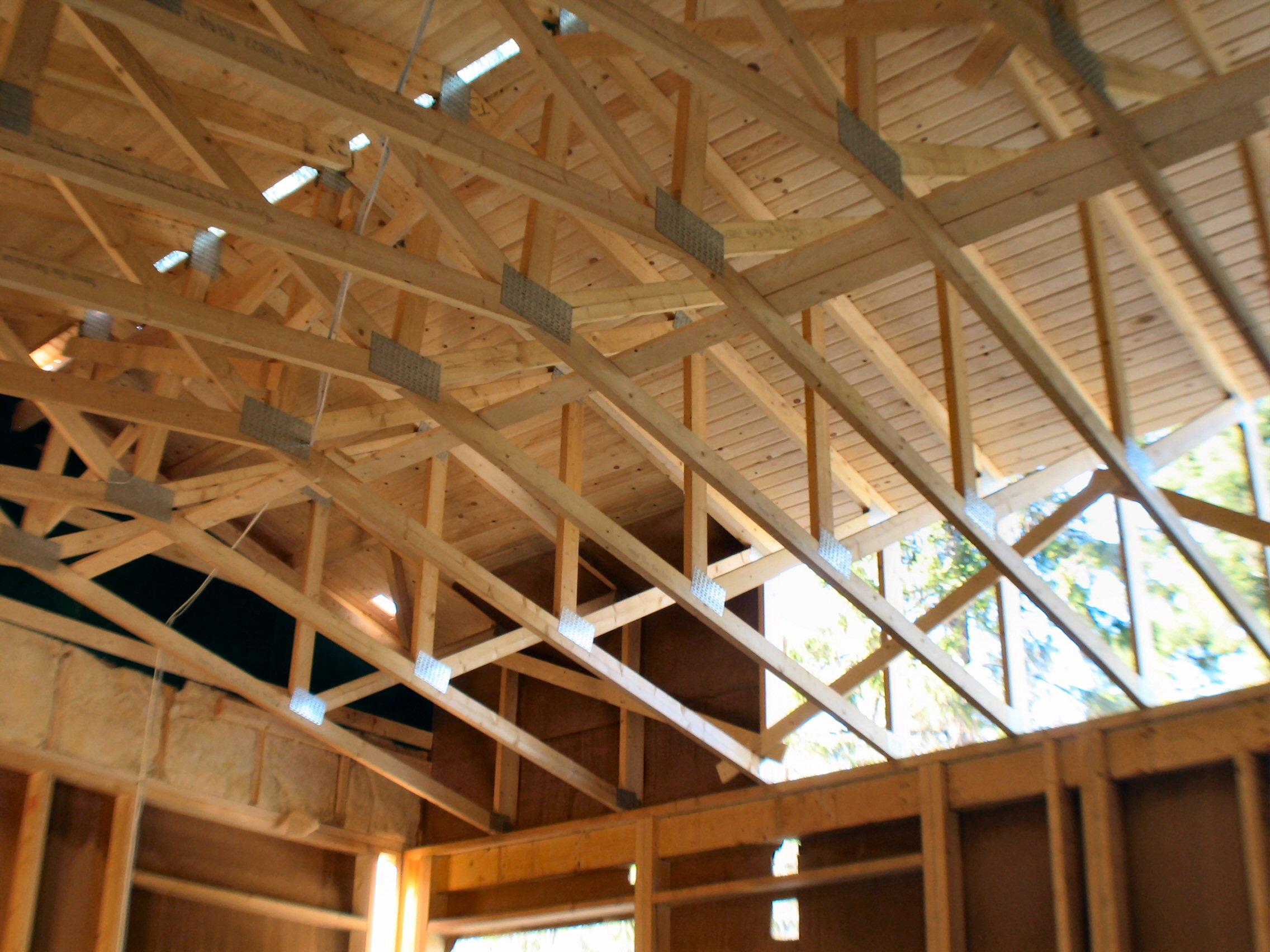
Фермы с соединением на МЗП

Соединение деревянных элементов дощатых конструкций — деревянных дощатых ферм с соединениями на металлических зубчатых пластинах. МЗП позволяет соединять пояса ферм по длине, крепить элементы решетки к поясам.

## Конструкция
Металлическая зубчатая пластина комбинирует в себе фасонку (накладку) и нагель, не требуя применения дополнительного закрепления гвоздями или болтами, в отличие от перфорированной пластины.
Металлическая зубчатая пластина представляет собой прямоугольную пластину из конструкционной стали с выпрессованными зубьями. Толщина стали составляет 1–2 мм, длина зубьев от 8 до 20 мм. Форма зубьев может значительно отличаться. Для защиты от коррозии МЗП изготавливают из оцинкованной, либо нержавеющей стали.
Наиболее важными характеристиками пластин являются марка стали (отвечает за восприятие растягивающих и срезающих нагрузок), плотность и форма выпрессованных зубьев (обеспечивают крепление МЗП в древесине, но одновременно снижают сопротивление растяжению и срезу). С точки зрения долговечности конструкций важны качество и толщина цинкового покрытия.

## Сферы применения

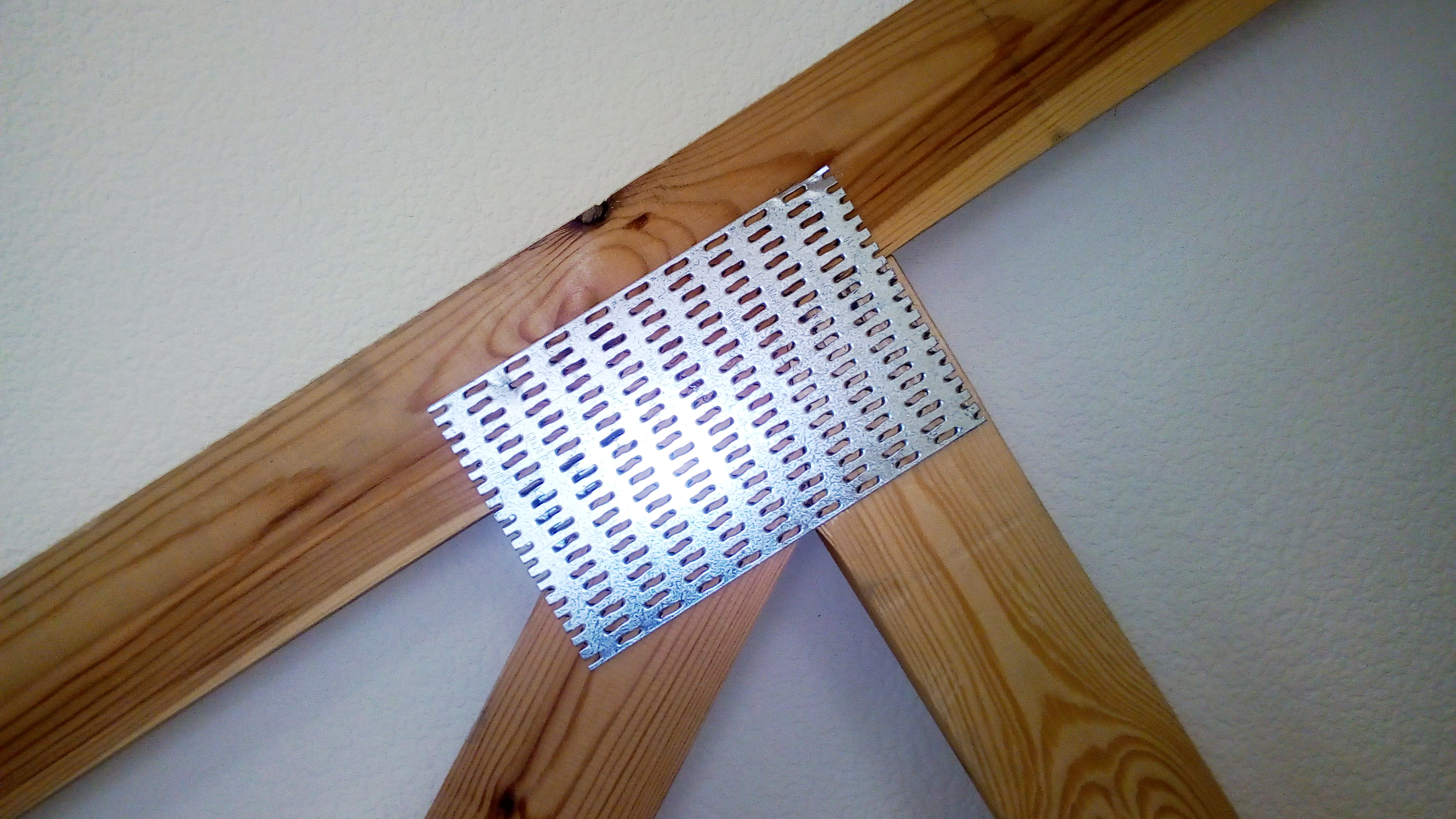
Металлическая зубчатая пластина в узле деревянной фермы

Соединение элементов деревянных дощатых ферм заводского изготовления.
Предотвращение образования торцевых трещин древесины во время сушки либо при эксплуатации.
Как крепежный элемент при изготовлении деревянной тары и упаковки.

## Способ закрепления
Для равномерной запрессовки МЗП в древесину обычно используются промышленные гидравлические прессы, позволяющие осуществить запрессовку равномерно, без перекосов и повреждений. Обычно неотъемлемой частью прессового оборудования является система кондукторов, обеспечивающих задание геометрии производимых ферм и фиксацию деревянных элементов в процессе запрессовки.
Забивание пластин молотком недопустимо, поскольку приводит к нарушению структуры металла и снижению несущей способности соединения.
При запрессовке необходимо обеспечить отсутствие зазора между пластиной и древесиной. Возникновение такого зазора может быть обусловлено низким качеством пиломатериала, его разнотолщинностью, наличием обзола или сучков в области запрессовки.
1. ↑  Grip plate for truss. Дата обращения: 17 апреля 2018.